# Port Isabel
Port Isabel (jusqu'en 1928 se nomme Point Isabel) est une localité du comté de Cameron dans l'État du Texas aux États-Unis. Elle comptait 5 006 habitants en 2010.

## Géographie
Port Isabel est située au sud du Texas, sur le golfe du Mexique.

## Histoire
La première communauté de cette région, Brazos Santiago, se trouvait près de Brazos Island. En 1788 des marchands d'eau traversent ce territoire à la recherche d'eau douce. On raconte que Jean Lafitte avait un puits à quelques kilomètres au nord-ouest de Port Isabel.
Dans les années 1830 une petite communauté se développe en ce lieu, connue sous le nom de El Frontón de Santa Isabel qui deviendra plus tard Punta de Santa Isabel, qui signifie en anglais Point Isabel (Pointe Isabelle).

### Chronologie
- 1845: En juin, un post office dessert la communauté sous le nom de  Point Isabel.
- 1849: Le nom du post office et de la communauté est changé en Brazos Santiago.
- 1849: Une épidémie de Choléra éclate.
- 1850: Port Isabel est la seconde localité de la région.
- 1853: Le phare de Port Isabel est construit.
- 1859: 10 millions de dollars de coton est expédié chaque année depuis le port.
- 1863: Tous les bateaux du port sont détruits ou capturés lors d'une attaque de l'Union, le 30 mai.
- 1872: Le chemin de fer du Rio Grande Valley Railway relie Port Isabel à Brownsville.
- 1881: Le nom du Post Office est changé en Isabel
- 1904: La ville possède une école comptant 2 enseignants et 81 élèves.
- 1915: La ville devient officiellement Point Isabel.
- 1928: La ville est incorporée sous le nom de Port Isabel le 23 mars.
- 1929: La population atteint 750 habitants.
- 1930: Le post office change de nom pour Port Isabel.
- 1933: Le chenal est dragué à une profondeur de 3,60 m sur une largeur de 37,50 m. Cette année la population est de 1 177 habitants.
- 1935: Le 27 juillet marque la première utilisation moderne de Port Isabel comme port maritime.
- 1937: Un chenal de 1,80 m est ouvert de Port Isabel à un point situé à 3 km de Harlingen.
- 1941: Le chemin de fer Port Isabel and Rio Grande vend ses voies reliant Port Isabel a Brownsville au St. Louis, Brownsville and Mexico Railway.
- 1942: Le chenal reliant Port Isabel à Harlingen s'est ensablé, il n'est plus utilisé.
- 1952: La population est de 2 372 habitants.
- 1954: Un pont tournant est construit entre Port Isabel et le sud de Padre Island.
- 1956: Port Isabel est desservi par le Missouri Pacific Railroad.

La Gulf Intracoastal Waterway, achevée dans les années 1950, augmente les échanges et la santé économique de Port Isabel, mais cause aussi des problèmes. Une carrière ouverte lors de la construction de la GWI pollue la ville. Cette dernière demande l'assistance du gouvernement fédéral pour résoudre le problème des poussières.
Dans les années 1960, 65 % de la production de crevettes de l'état provient des installations de Port Isabel.
- 1967 : L'ouragan Beulah détruit une bonne partie de la ville en septembre.

## Source
- (en) Port Isabel sur texasescapes.com